# Jessica Iskandar
Jessica Iskandar (sinh ngày 29 tháng 1 năm 1988, biệt danh Jedar) là nữ diễn viên người Indonesia. Cô bắt đầu sự nghiệp từ thế giới người mẫu. Trước đây, cô từng là học viên trường đào tạo người mẫu John Casablanca. Bộ phim đầu tiên của cô là Dealova (2005) và bộ phim thứ hai là Diva (2007). Hiện tại cô diễn trong các phim truyền hình (soap opera) cũng như đóng quảng cáo.Năm 2007, cô cho biết đã lên kế hoạch chấm dứt nghiệp diễn trước tuổi 25 để trở thành bà nội trợ.

## Danh sách phim
- Dealova (2005)
- Diva (phim) (2007)
- Coblos Cinta (2008)
- Nazar (phim) (2009)
- Istri Bo'ongan (2010)
- Kung Fu Pocong Perawan (2012)

## Kịch
- Kasmaran
- Kanaya sebagai Kanaya
- My Best Friend's sister sebagai Aurel
- Cinta Anak Majikan